# (38681) 2000 QK6
2000 QK6 (asteroide 38681) é um asteroide da cintura principal. Possui uma excentricidade de 0.12923260 e uma inclinação de 6.77419º.
Este asteroide foi descoberto no dia 24 de agosto de 2000 por Starkenburg em Heppenheim.